# Plicofollis dussumieri
Plicofollis dussumieri är en fiskart som först beskrevs av Valenciennes, 1840.  Plicofollis dussumieri ingår i släktet Plicofollis och familjen Ariidae. IUCN kategoriserar arten globalt som livskraftig. Inga underarter finns listade i Catalogue of Life.